# 큰사발
큰사발은 농심에서 생산하는 컵라면이다.

## 종류
- 새우탕 큰사발
- 육개장 큰사발
- 튀김우동 큰사발
- 김치 큰사발
- 짜파게티 큰사발
- 신라면 큰사발
- 너구리 큰사발
- 사리곰탕 큰사발
- 무파마 큰사발
- 우육탕 큰사발